# カシオペヤ座V1405星
カシオペヤ座V1405星（英語: V1405 Cassiopeiae）は、2021年にカシオペヤ座の方向で観測された新星である。肉眼で観望できる6等級よりも見かけの等級が明るくなったものとしては、2020年7月15日に出現したレチクル座YZ星（ピーク時の見かけの明るさは3.7等級）以来、約10ヶ月ぶりに出現した新星である。

## 発見と観測

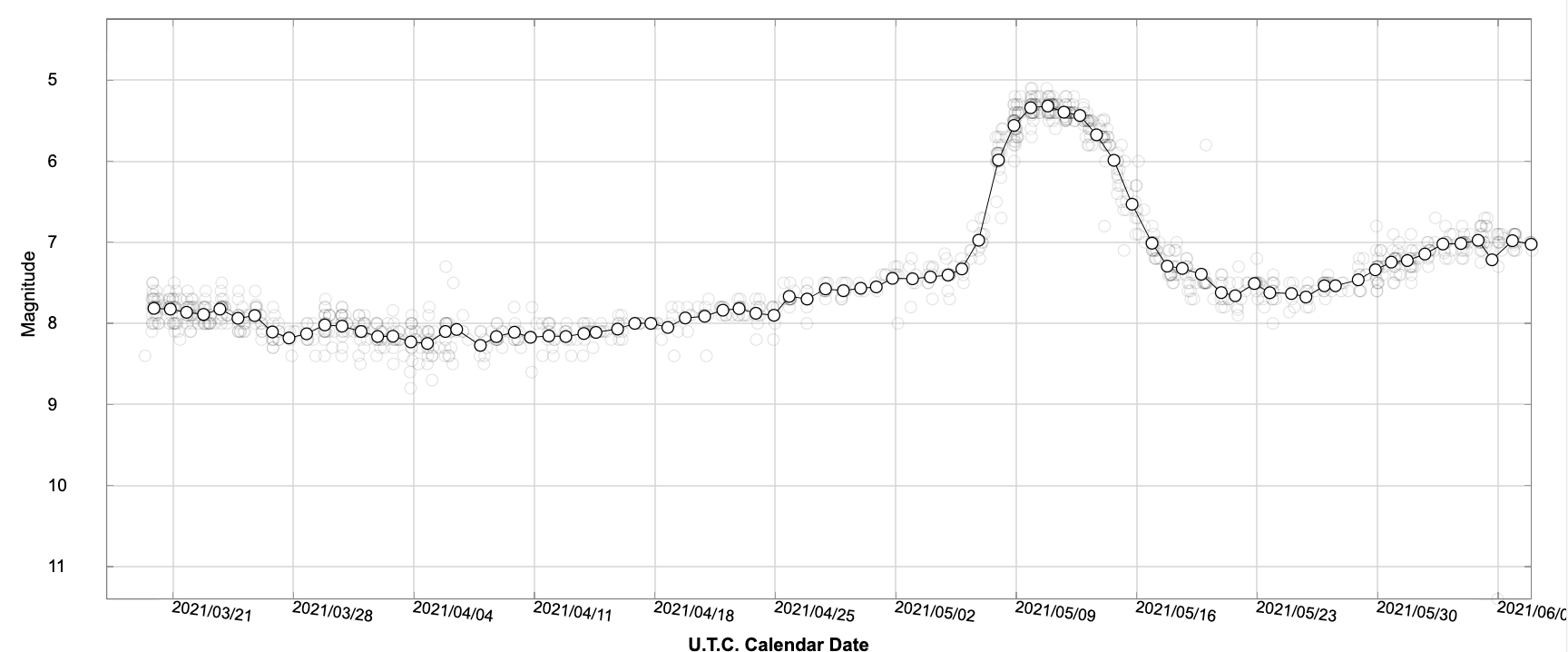
AAVSOによる2021年3月21日から6月7日までのカシオペヤ座V1405星の光度曲線

2021年3月18日10時10分（世界協定時）、日本は三重県の天文観測家である中村祐二がCCDカメラを用いて行った観測で、カシオペヤ座にある散開星団M52の近くに新たな天体が観測された。この天体の発見は国立天文台を通じて天文電報中央局（CBAT）に報告され、その天体が新星であることが確認されたことから「Nova Cassiopeiae 2021（カシオペヤ座新星2021）」という名称が付けられ、また、変光星として変光星の命名規則に沿った「カシオペヤ座V1405星」という名称も付与された。
発見当時の見かけの明るさは約9.6等級であったが、同日に海外で行われた観測ではより明るくなっており今後さらに増光すると予測された。そして同年5月中旬には、見かけの明るさが条件が整った暗い夜空ならば肉眼でも観望できる明るさである5.3等級に達したと天文電報中央局電子回報（CBET）に報告された。

## 特徴
カシオペヤ座V1405星が発見されてから約半日後に、岡山県での口径30 cm望遠鏡や京都大学岡山天文台に設置されているせいめい望遠鏡（口径3.8 m）による観測が行われた結果、スペクトル内に存在している中性ヘリウム（He I）の輝線にはP Cyg プロファイルがみられ、その吸収成分は輝線成分に対して1,600 km/s程度の青方偏移を起こしている。この観測で得られたスペクトルの特性から、カシオペヤ座V1405星はまだ明るさが極大に達していない古典新星であるとされた。
カシオペヤ座V1405星からわずか1.3秒しか離れていない位置には、以前から「CzeV 3217」と呼ばれていた0.376938日（約9.05時間）の周期で2つの天体が公転しあう食連星が存在することが知られていた。CzeV 3217は14.870 - 14.960等級の範囲で変光するおおぐま座W型変光星で、新星が出現したのと同じ2021年に発見されたばかりの天体であった。新星が出現する前に観測されていた絶対等級や変光周期の値から、CzeV 3217は太陽程度の質量を持つ恒星が晩年を経た後に進化する天体である白色矮星とロッシュローブを満たしている主系列星の2つから成る「新星状変光星」と呼ばれる激変星の一種であると考えられ、この性質から、カシオペヤ座V1405星として出現した新星はCzeV 3217で発生したものとみられている。CzeV 3217はガイア計画による年周視差測定も行われており、その測定に基づくと地球からの距離は約5,600光年（約1,730パーセク）程度となる。